# Plecia propria
Plecia propria är en tvåvingeart som beskrevs av Hardy 1968. Plecia propria ingår i släktet Plecia och familjen hårmyggor. Inga underarter finns listade i Catalogue of Life.